# Тореев, Юрий Александрович
Юрий Александрович Тореев (бел. Юрый Аляксандравіч Тарэеў; род. 17 августа 1965, Минск, Белоруссия) — белорусский художник, дизайнер, член общественных объединений Белорусский союз дизайнеров и Белорусский союз художников.
Направления работы: плакат, графический дизайн, каллиграфия, педагогическая деятельность.

## Биография
Юрий Александрович Тореев родился в г. Минске в БССР. В 1985 году окончил Минское художественное училище, в 1992 ― Белорусскую государственную академию искусств. С 1992 года работает преподавателем кафедры графического дизайна Белорусской государственной академии искусств. Учился у Л. Н. Мироновой, Э. Э. Жакевича, П. А. Семченко, В. Я. Семенько. Участвует в многочисленных международных выставках и конкурсах плаката (Биеннале в Брно, Биеннале в Варшаве, Триеннале в Тояме, Триеннале в Монсе, Биеннале в Лахти, Биеннале в Жешуве, Биеннале в Москве, Биеннале в Китае, и др.).
Живет и работает в Минске.

## Основные работы
- Эль Лисицки. 125 лет со дня рождения. Плакат. 100х70 см. Цифровая печать. 2015 г.
- Графический дизайн. Защита дипломных проектов. 100х70 см. Плакат. Компенсировать. 2014 г.
- Джаз. Плакат. 100х70 см. Цифровая печать. 2015 г.
- Джузеппе Верди. Отелло. Плакат. 100 х 70. Цифровая печать. 2013 г.
- Гамлет. Плакат. 100 х 70. Цифровая печать. 2013 г.
- Любовь побеждает смерть. Плакат. 100 х 70. Цифровая печать. 2014 г.[3]
- Фирменный стиль Национального академического театра им. Я. Купалы (совместно с В. И. Терентьевым).
- Выставка шрифта и каллиграфии «Лихтарт».

## Участие в выставках
- 8th Eco Poster Exhibition. Cultural Centre of Radzionków «Karolinka». Польша. Шорт-лист, (плакаты — «Международный день психического здоровья», «Стресс»).
- Competition for posters devoted to Witold Gombrowicz’s ideas. Warsaw. 2004. (В рамках 19-го Биеннале плаката в Варшаве). Шорт-лист (плакаты — «Витольд Гомбрович. 1904—2004»).
- «Золотая пчела», 7-е Московское международное биеннале графического дизайна, 2006. Шорт-лист (плакат — «Сымон-музыка»).
- 5. International Triennial of Stage Poster Sofia 2007. Шорт-лист (плакат — «Вечар»).
- 9th. Tehran International Poster Biennial. 2007. Шорт-лист (плакаты — «STOP AIDS!», «Дизайн для жизни. Дизайн для будущего»).
- «Золотая пчела», 8-е Московское международное биеннале графического дизайна, 2008. Шорт-лист (плакат — «Щелкунчик»).
- Vibre Poster Festival 2009. Tehran. Шорт-лист (плакат — «Щелкунчик»).
- Trnava Poster Triennial. Словакия. 2009. Шорт-лист (плакат — «Дизайн для жизни. Дизайн для будущего»).
- Международная выставка в рамках World Expo 2010, Шанхай, (плакат — «Better home city, better life» («Лучший город-дом. Лучшая жизнь»)).
- «Золотая пчела», 9-е Московское международное биеннале графического дизайна, 2010. Шорт-лист (плакат — «Женщина в кино»).
- 6. International Triennial of Stage Poster Sofia 2010. Шорт-лист (плакаты — «Театр ― это я», «Хам»).
- 8-е Международное триеннале экологического плаката «4-й Блок», Харьков, Украина. 2012. Шорт-лист (плакат — «Осип Мандельштам. 120 лет со дня рождения»).
- The 6th China International Poster Biennial 2013, Hangzhou, China (плакат — «Осип Мандельштам. 120 лет со дня рождения»).
- Tribute to Rene Wanner: Mr. Poster, международная пригласительная плакатная акция в рамках Биеннале плаката в Боливии (Bienal del Cartel Bolivia), 2013, (плакат — «Rene Wanner. Mr poster» («Рене Ваннер. Господин плакат»).
- 14th International Biennale of Theater Posters — Rzeszow (PL) 2013/ Шорт-лист (плакат — «Аида. Джузеппе Верди. 1813—2013»).
- 7. International Triennial of Stage Poster Sofia 2013. Шорт-лист (плакат — «Аида. Джузеппе Верди. 1813—2013»).
- International poster competition «Mut zur Wut 2013», Heidelberg, Germany. Один из 30-ти победителей (плакат — «Терпимость»).
- La Fête du graphisme (Фестиваль «Праздник графики», Париж, Франция). Международная пригласительная выставка «Paris invite le monde» («Париж приглашает весь мир»). 30 января — 2 февраля 2014 (плакаты — «Свобода. Смертная казнь вне закона», «Театр ― это я»).
- International Poster Festival in Chaumont, France, International competition 2014. Шорт-лист (плакат — «Отелло. Джузеппе Верди»).
- «Золотая пчела», 11-е Московское международное биеннале графического дизайна, 2014. Шорт-лист (плакаты — «Илья Зданевич 120», «Любовь побеждает смерть»).
- Международная выставка плаката в рамках джазового фестиваля «Джаз в руинах», Гвилице, Польша. 2015 (плакаты — «Джаз»).
- Международная выставка плаката в рамках джазового фестиваля «Джаз в руинах», Гвилице, Польша. 2016, (плакаты — «Джаз», «Комеда»).
- The 2nd Shenzhen International Poster Festival. Китай. 2016. Шорт-лист (плакат — «Защита дипломных проектов кафедры графического дизайна Белорусской государственной академии искусств 2016»).
- Международное биеннале дизайна «Стрелка 2016». Плакатная акция «Достоевский: черное и белое». Нижний Новгород, Россия. 2016. Шорт-лист (плакат — «Достоевский 195»).
- «Золотая пчела», 12-е Московское международное биеннале графического дизайна, 2016. Шорт-лист (плакат — «2016 — год милосердия»).

## Награды
- Серебряная медаль в категории «Плакат». Taiwan International Graphic Design Award 2015.
- 1-е место 17-й Международной биеннале театрального плаката в Жешуве (Польша). 2020.
- 1-е место в номинации «А», лауреат в номинациях «А», «Б» Международной биеннале дизайна «Стрелка 2020». Нижний Новгород (Россия). 2020.
- Победитель в номинации «Живая классика». Московской международной биеннале графического дизайна Золотая пчела" . Москва (Россия). 2020.
- «Восемь композиций на бумаге потребительской». Диплом 2-й степени Первой триеннале живописи, графики и скульптуры «Vivat Vita» в номинации «Графика». Минск, 2020.
- Гран-при The International Triennial of the environmental, social and eco-educational poster «The 4th Block». 2021.